# Oxen (TV-serie)
Oxen är en dansk thrillerserie som hade premiär i Danmark den 22 oktober 2023. 
Serien är baserad på Jens Henrik Jensens första roman i serien om Oxen. Peter Thorsboe och Mai Brostrøm har skrivit seriens manus. Första säsongen bestod av sex avsnitt.

## Handling
Serien kretsar kring krigsveteranen Niels Oxen. Han har tidigare varit soldat i en specialstyrka men har blivit fråntagen sina militära uppgifter efter att ha blivit arresterad för narkotikainnehav.

## Rollista (i urval)
- Jacob Lohmann - Niels Oxen
- Ellen Hillingsø - Frigg Mossman
- Josephine Park - Margrethe Franck
- Birgitte Hjort Sørensen - Kajsa Corfitzen
- Claus Riis Østergaard - Poul Arvidsen
- Henrik Birch - Hans Otto Corfitzen
- Mikael Birkkjær - Johnny Gregersen
- Thue Ersted Rasmussen - Martin Rytter